# 加莫韋
47°3′57″N 31°18′54″E / 47.06583°N 31.31500°E
哈莫韋（烏克蘭語：Гамове），是烏克蘭南部的村莊，隸屬尼古拉耶夫州的尼古拉耶夫區。該村始建於1862年，面積0.34平方公里，海拔高度49米，2001年人口172，人口密度每平方公里505.9人。